# Аппулеи
Аппуле́и, или Апуле́и (лат. Appuleia или Apuleia; мн. ч. Appulei или Apulei), — римский плебейский род (номен), известный с V века до н. э. вплоть до начала имперского периода. Первым известным представителем данного рода, вошедшим в сенат и сумевшим занять начальные ступени так называемого cursus honorum, был Луций Аппулей, народный трибун в 391 году до н. э. В свою очередь, первым из Аппулеев, избранный консулом, стал Квинт Аппулей Панса (в 300 году до н. э.). С течением времени данное семейство разделилось на три ветви: Аппулеи Пансы, Аппулеи Децианы и Аппулеи Сатурнины, причём только когномен Сатурнин сохранился от начала и до самого конца существования рода. Прозвище Дециан было перенято от усыновлённого члена плебейского рода Дециев.
Среди Аппулеев использовались следующие личные имена: Луций, Секст и Гай; кроме того, встречается также преномен Квинт. В свою очередь, имена Марк и Гней появились в роду лишь в I веке до н. э.

## Известные представители
- Луций Аппулей (ум. после 391 до н. э.), народный трибун в 391 году до н. э., обвинивший Марка Фурия Камилла в утаивании части добычи, полученной от вейев[1][2];
- Луций Аппулей (ум. после 156 до н. э.), в составе римского посольства направлен для изучения конфликта между Атталом и Прусием (156/155 год до н. э[3].). В современной историографии отождествляется с претором 166 года до н. э.;
- Аппулея (ум. после 77 до н. э.), жена Марка Эмилия Лепида;
- Аппулей (I в. до н. э.), проквестор при Луцие Марции Филиппе, проконсуле Сирии в 61—60 гг. до н. э[4].;
- Аппулей (I в. до н. э.), землеторговец (лат. wikt:praediator), дважды упоминается Цицероном в его письмах[5];
- Гай Аппулей, сын Гая, Таппон (I в. до н. э.), член коллегии понтификов, по одной из версий, в промежутке между 50 и 31 годом до н. э[6]. Супруг некоей Сепстинии[6];
- Гай Аппулей, сын Марка, Таппон (I в. до н. э.), римский магистрат из Аквилеи, последовательно занимавший должности судьи по уголовным делам, квестора, народного трибуна, эдила и претора в неустановленное время[7][8][9]. Вполне возможно, что приходился родственником предыдущему;
- Марк Аппулей (ум. после 43 до н. э.), квестор в 45, после наместник Азии в 44 гг. до н. э. Проскрибирован триумвирами, позже восстановлен в правах;
- Публий Аппулей (ум. после 43 до н. э.), квестор около 48 и промагистрат в Азии, плебейский трибун в 43 до н. э. Будучи проскрибирован, бежал с женой на Сицилию[10];
- Секст Аппулей (лат. Sextus Appuleius Sex. f. Sex. n.) — консул 29 года до н. э.;
- Марк Аппулей (лат. Marcus Appuleius Sex. f. Sex. n.) — консул Римской империи в 20 до н. э.[11];
- Секст Аппулей (лат. Sextus Appuleius Sex. f. Sex. n.) — консул империи 14 года;
- Аппулей Цельс — врач из Центурипы (лат. Centuripa, совр. Чентурипе), наставник Валенсы и Скрибония Ларга;
- Аппулей (лат. Lucius Apuleius Platonicus) — древнеримский писатель, автор «Метаморфоз»;
- Луций Аппулей Барбар (лат. Lucius Appuleius Barbarus) — учёный-ботаник IV века.

### Аппулеи Пансы
- Квинт Аппулей Панса — консул Римской республики 300 года до н. э.

### Аппулеи Децианы
- Гай Аппулей Дециан — народный трибун в 99 или 98 году до н. э.;
- Гай Аппулей Дециан — субскриптор (дополнительный обвинитель) наместника Азии Л. Флакка в 59 до н. э.;
- Гай Аппулей Дециан — посредник в переговорах между городами Пергам и Аполлонис[нем.] (Малая Азия). Возможно, одно лицо с предыдущим.

### Аппулеи Сатурнины
- Гай Аппулей Сатурнин — один из пяти членов комиссии сената, посланной в 168 году до н. э. для участия в переговорах между Pisani и Lunenses[12];
- Луций Аппулей Сатурнин — претор в 166 до н. э.;
- Луций Аппулей Сатурнин — народный трибун в 103 и 100 гг.;
- Гней Аппулей Сатурнин — квестор около 60 и член авгуральной коллегии в 54 годах до н. э[13].